# Rivière de la Petite Vallée
La rivière de la Petite Vallée est un affluent du littoral sud de l'estuaire du Saint-Laurent. Cette rivière coule dans les municipalités de Grande-Vallée, de Cloridorme et de Petite-Vallée, dans la municipalité régionale de comté de La Côte-de-Gaspé, dans la région administrative de la Gaspésie-Îles-de-la-Madeleine, au Québec, au Canada.

## Géographie
La rivière de la Petite Vallée prend sa source d'un petit lac de montagne (altitude : 356 m), dans la municipalité de Grande-Vallée. Cette source est située à 8,0 km du littoral sud de l'estuaire maritime du Saint-Laurent, à 2,7 km à l'ouest de la limite de la municipalité de Cloridorme, à 7,9 km au sud du centre du village de Grande-Vallée.
À partir du lac de tête, la rivière de la Petite Vallée coule sur 11,2 km répartis selon les segments suivants :
- 3,3 km vers le nord, puis vers l'est, dans la coulée du Ouest, jusqu'à la limite de la municipalité de canton de Cloridorme ;
- 1,1 km vers le nord-est dans Cloridorme, jusqu'à la limite de la municipalité de Petite-Vallée ;
- 0,8 km vers le nord-est dans Petite-Vallée, jusqu'à la confluence de la coulée des Étrapes (venant de l'ouest) ;
- 0,7 km vers l'est, jusqu'à la confluence de la coulée à Desjardins ;
- 1,5 km vers le nord-est, jusqu'à la confluence de la coulée à Phane ;
- 1,8 km vers le nord, jusqu'au pont de la route du Jeu situé à la confluence du ruisseau Asselin ;
- 1,9 km vers le nord, jusqu'au pont de la route 132, soit au cœur du village de Petite-Vallée ;
- 0,1 km vers le nord, jusqu'à sa confluence.

La rivière de la Petite Vallée se déverse dans une petite anse, située entre La Longue Pointe (du côté ouest) et le Tas-de-Bran-de-Scie (du côté est), au cœur du village de la municipalité de Petite-Vallée. Le cours de la rivière s'achève ainsi dans le détroit d'Honguedo (situé entre l'île d'Anticosti et la péninsule gaspésienne). La confluence de la rivière de la Petite Vallée est situé à 7,7 km à l'est de la confluence de la rivière de la Grande Vallée.

## Toponymie
Cette dénomination distinctive entre la Petite Vallée et la Grande Vallée permettait de situer les marins sur les divers lieux du littoral du lie du Saint-Laurent. L'appellation de la rivière a été empruntée par la municipalité de Petite-Vallée qui administre la partie inférieure de la rivière.
Le toponyme Rivière de la Petite Vallée a été officialisé le 5 décembre 1968 à la Commission de toponymie du Québec.